# Kriegerdenkmal Punkewitz
Das Kriegerdenkmal Punkewitz ist ein denkmalgeschütztes Kriegerdenkmal im Ortsteil Punkewitz der Gemeinde Mertendorf in Sachsen-Anhalt. Im örtlichen Denkmalverzeichnis ist die Gedenkstätte unter der Erfassungsnummer 094 83506 als Baudenkmal verzeichnet.
Das Kriegerdenkmal Punkewitz ist eine Stele auf einem dreistufigen Sockel. Gekrönt wird die Stele von einem Eisernen Kreuz. An drei Seiten der Stele befindet sich eine Gedenktafel für die Gefallenen des Ersten Weltkriegs und des Zweiten Weltkriegs.
Das Kriegerdenkmal wurde sowohl für die Gefallenen des Ortes Punkewitz im Ersten und Zweiten Weltkrieg errichtet, als auch für die Gefallenen des Ortes Wetterscheidt im Zweiten Weltkrieg.

## Quelle
- Kriegerdenkmal Punkewitz, abgerufen am 18. September 2017.